# اسکات کوسار
اسکات کوسار (انگلیسی: Scott Kosar) یک فیلم‌نامه‌نویس اهل ایالات متحده آمریکا است. فیلم ماشین‌چی محصول ۲۰۰۴ میلادی، بازسازی فیلم ترسناک کلاسیک کشتار با اره‌برقی در تگزاس (محصول ۱۹۷۴ میلادی) در ۲۰۰۳ میلادی و بازسازی فیلم وحشت در آمیتی‌ویل (محصول ۱۹۷۹ میلادی) در ۲۰۰۵ میلادی ازجملهٔ فیلم‌نامه‌های اوست.
وی هنگام تحصیل در مقطع کارشناسی فیلمنامه‌نویسی از دانشگاه کالیفرنیا، فیلمنامهٔ ماشین‌کار را نوشت. کریستین بیل برای بازی در نقش تِرِوِر رِزنیک در این فیلم، در عرض چهار ماه ۲۸ کیلوگرم وزن کم کرد و وزن خود را به ۵۴ کیلوگرم رساند.